# Ilona Grunwald Kadow
Ilona Carmen Grunwald Kadow  (* 1974) ist eine deutsche Biologin und Hochschullehrerin an der Universität Bonn.

## Werdegang
Grunwald Kadow studierte Biologie an der Universität Göttingen und der University of California in den USA. Sie promovierte am EMBL und der Universität Heidelberg. Anschließend forschte sie als Postdoc an der University of California und dem Max-Planck-Institut für Neurobiologie. Von 2008 bis 2016 leitete sie eine Forschungsgruppe am Max-Planck-Institut für Neurobiologie.
Ab 2017 war Grunwald Kadow Professorin für Neuronale Kontrolle des Metabolismus an der Technischen Universität München. Seit Anfang 2022 ist sie an der Rheinischen Friedrich-Wilhelms-Universität Bonn als Direktorin des Instituts für Physiologie II der medizinischen Fakultät tätig. Im Jahr 2024 wurde sie zur Prorektorin für Forschung und Karriereentwicklung der Universität Bonn gewählt.

## Forschung
Grunwald Kadow forscht an den neuronalen und genetischen Mechanismen der Chemosensorik, also der Wahrnehmung von Geruchs- und Geschmacksstoffen, deren Einfluss auf Verhalten und deren Prozessierung in neuronalen Erregungskreisen. Sie untersucht, wie chemosensorische Reize Entscheidungen und Verhalten beeinflussen, wie diese Reize abhängig von internen Zuständen verarbeitet werden und wie Erinnerungen dazu angelegt werden.
Stechinsekten, wie die Malaria-übertragende Anopheles gambiae, nutzen Geruchssensoren, um ihre Wirte zu identifizieren. Grunwald Kadow konnte die genetische Grundlage auf die Co-Expression von zwei olfaktorischen Rezeptoren zurückführen, was die Entwicklung neuer Strategien gegen Malaria erlaubt. Sie konnte zeigen, dass in Fruchtfliegen (Drosophila) Dopamin-Neuronen (siehe auch Dopamin-Rezeptoren) die Wertigkeit oder Attraktivität von Gerüchen und Geschmäcken vermitteln.

## Auszeichnungen
- 2024 Mitglied der European Molecular Biology Organization
- 2014 ERC Starting Grant des Europäischen Forschungsrats[4]
- 2012 EMBO Young Investigator[5]
- 2008 Human Frontiers Science Organization Career Development Award
- 2008 Aufnahme in das Emmy-Noether-Programm der Deutschen Forschungsgesellschaft
- 2002 Otto-Hahn-Medaille der Max-Planck-Gesellschaft